# Glossário de termos da ginástica
Seguidamente, são apresentados os movimentos da ginástica acrobática, e as suas descrições de execução. Os movimentos de ginástica estão em constante evolução, pelo que podem ser excluídos ou acrescentados novos elementos ao Código de Pontos.
Os movimentos estão inseridos por ordem alfabética. 

## Movimentos básicos
Abaixo, em tabela, constam os movimentos e as posições básicos e de aprendizagem da ginástica artística, que são usados, tanto nas categorias de base, quanto nas categorias seniores femininas e masculinas.
| Nome                      | Descrição | Aparelho original |
| ------------------------- | --- | ----------------- |
| Abertura                  | Ação muscular de extensão da articulação dos quadris | -                 |
| Avião                     | Posição de equilíbrio em que o ginasta mantém uma perna no chão e eleva a outra para trás, com os braços abertos                                                                                             | BB                |
| Carpado                   | As pernas estendidas formam um ângulo (preferencial de 90º) com o tronco | -                 |
| Empunhaduras              | São tomadas, pegadas ou presas, que representam várias maneiras do executante segurar as barras e manter-se nelas                                                                                            | UB / HB / PB      |
| Estendida                 | Posição ou parada em que o corpo deve estar em linha reta, sem nenhum ângulo |                   |
| Flic-Flac                 | Movimento preparatório para acrobacias. O ginasta levanta os braços esticados ao mesmo tempo em que seus pés deixam o solo, usando um grande impulso dos ombros. Pode ser executado para frente ou para trás | -                 |
| Giro de quadris para trás | Chamado oitava de apoio para apoio. O corpo executa um giro completo em torno do eixo transversal | UB                |
| Giro gigante              | Uma rotatória em volta da barra de 360º, executada com todo o corpo na posição estendida | UB / HB           |
| Grupada                   | Posição em que todas as partes do corpo se flexionam e se aproximam do ponto central corporal. As pernas devem estar flexionadas e a testa deve tocar o joelho                                               | -                 |
| Parada de mãos            | O corpo deve permanecer na linha do pulso. Dedos afastados permitem melhor equilíbrio | -                 |
| Mortal                    | Movimento de locomoção para frente ou para trás, em que o ginasta não gira em torno de si Suas variantes são: carpada, estendida e grupada                                                                   | -                 |
| Salto pak                 | É usado para passar da barra mais baixa para a mais alta. A ginasta faz um movimento semelhante com o flic-flac, pois o salto pak é também um movimento preparatório pontuado                                | UB                |

## Movimentos nomeados
Abaixo, na tabela seguinte, constam os movimentos nomeados, após a execução primeira de um ginasta, em Campeonato Mundial de Ginástica Artística ou Olimpíada, de realizações apenas nas categorias seniores.
| Nome        | Descrição | Dificuldade | Aparelho | Primeiro executante | Ano  | Nacionalidade                               | No CoP |
| ----------- | --- | ----------- | -------- | ------------------- | ---- | ------------------------------------------- | ------ |
| Biles       | Yurchenko entrada com 1/2 volta, salto para frente com 2 voltas | 6.0         | Mesa     | Simone Biles        | 2018 | Estados Unidos                              |        |
| Biles II    | Entrada de Yurchenko, salto duplo carpado para trás | 6.4         | Mesa     | Simone Biles        | 2021 | Estados Unidos                              |        |
| Biles       | Salto duplo de torção (2/1) duplo para trás | H           | Trave    | Simone Biles        | 2019 | Estados Unidos                              |        |
| Biles       | Salto duplo esticado para trás com meio parafuso | G           | Solo     | Simone Biles        | 2013 | Estados Unidos                              |        |
| Biles II    | Salto duplo de torção tripla (3/1) para trás | J           | Solo     | Simone Biles        | 2019 | Estados Unidos                              |        |
| Conner Spin | Em uma das barras, ginasta gira 360º, a envolvendo, e segue à parada de mãos |             | PB       | Bart Conner         |      | Estados Unidos                              |        |
| Diamidov    | Esticado, o ginasta segura com uma mão um dos barrotes e gira em torno do próprio corpo |             | PB       |                     |      |                                             |        |
| Dos Santos  | - |             | FX       | Daiane dos Santos   |      | Brasil                                      |        |
| Janz        | - |             | UB       | Karin Janz          | 1971 | Alemanha Oriental                           |        |
| Korbut      | Chamado backflip. A ginasta apóia os pés na barra mais alta, salta de costas e retoma na pegada frontal a mesma barra. |             | UB       | Olga Korbut         | 1968 | União das Repúblicas Socialistas Soviéticas |        |
| Stützkehre  | Parada de mãos; Pequena projeção dos ombros à frente e as pernas descem mantendo o corpo todo firme; Passagem pelo apoio normal - As pernas devem, agora, ser chutadas para frente e para cima; O braço de apoio conduz o corpo, dando direção e altura; Queda no apoio invertido, seguido de nova parada de mãos |             |          |                     |      |                                             |        |
| Tkachev     | - |             | HB       | Alexander Tkachev   |      | União das Repúblicas Socialistas Soviéticas |        |
| Hypolito 3  | - |             | FX       | Diego Hypólito      |      | Brasil                                      |        |